# Bernhard Nilsson
Per Bernhard Nilsson (i riksdagen kallad Nilsson i Södra Landeryd), född 1 augusti 1874 i Långaryd i Småland, död 26 oktober 1965 i Långaryd, var en svensk domänintendent och politiker (högern).
Nilsson var till yrket domänintendent. Han var ledamot i Jönköpings läns landsting från 1910 och dess ordförande 1923. Han var ledamot av riksdagens andra kammare 1910-1922 och återigen från 1933.